# ENodeB
E-UTRAN Node B, Evolved Node B (zkráceně eNodeB nebo eNB), je prvek rádiové přístupové sítě E-UTRA 4G sítě LTE, který je obdobou prvku Node B rádiové přístupové sítě UTRAN 3G sítě UMTS. Je to technické zařízení, které je připojeno do mobilní telefonní sítě, a přímo bezdrátově komunikuje s mobilními telefony (UE), podobně jako základnová stanice (BTS) v GSM síti.
Zatímco Node B má minimální funkčnost a jeho řízení zajišťuje řadič rádiové sítě (anglicky Radio Network Controller, RNC), pro eNB neexistuje žádný samostatný řídicí prvek. To zjednodušuje architekturu a umožňuje dosažení nižších časů odezvy.

## Rozdíly mezi Evolved NodeB a NodeB

### Rádiové rozhraní
eNB používá na svém LTE Uu[ujasnit] rozhraní E-UTRA protokol OFDMA pro downlink a SC-FDMA pro uplink. Jeho předchůdce NodeB používá na svém Rozhraní Uu protokoly UTRA - W-CDMA nebo TD-SCDMA.

### Řídicí funkcionalita
Na rozdíl od Node B, který je řízen RNC (Radio Network Controller), využívá eNB vlastní řídicí funkčnost.

### Síťová rozhraní
eNB má rozhraní s jádrem sítě System Architecture Evolution (SAE), neboli Evolved Paket Core (EPC)) a jinými eNB takto:
- eNB používá protokol S1-AP na rozhraní S1-MME s Mobility Management Entity (MME) pro komunikaci v rámci řídicí roviny.
- eNB používá protokol GTP-U na rozhraní S1-U se Serving Gateway (S-GW) pro komunikaci v rámci uživatelské roviny.
Rozhraní S1-MME a S1-U se souhrnně nazývají rozhraní S1, které představuje rozhraní mezi eNB a EPC.
- eNB používá X2-AP protokol na X2 rozhraní s jinými eNB prvky.